# Hypsideroides
Hypsideroides is een kevergeslacht uit de familie van de boktorren (Cerambycidae). De wetenschappelijke naam van het geslacht werd voor het eerst geldig gepubliceerd in 1938 door Breuning.

## Soorten
Hypsideroides is monotypisch en omvat slechts de volgende soort:
- Hypsideroides junodi (Jordan, 1906)